# Hana Takahashi
Hana Takahashi (高橋 はな Takahashi Hana?, nacido el 19 de febrero de 2000 en Saitama) es una futbolista japonesa que juega como defensa.
En 2019, Takahashi jugó para la selección femenina de fútbol de Japón.

## Trayectoria

### Clubes
| Club       | País  | Año    |
| ---------- | ----- | ------ |
| Urawa Reds | Japón | 2018 - |

### Selección nacional
| Selección | País  | Año    |
| --------- | ----- | ------ |
| Absoluta  | Japón | 2019 - |

## Estadística de carrera
| Selección de Japón | Selección de Japón | Selección de Japón |
| Año                | Part.              | Goles              |
| ------------------ | ------------------ | ------------------ |
| 2019               | 1                  | 0                  |
| Total              | 1                  | 0                  |